# Барнаульский меланжевый комбинат
Барнау́льский мела́нжевый комбина́т — крупное предприятие текстильной промышленности в Барнауле. Расположен в Октябрьском районе города.

## История
Комбинат образован в 1932 году. А в ноябре 1934 года выпустил первую продукцию — ткани, которые обеспечивали потребности районов Сибири, Урала и Дальнего Востока. В состав комбината входили: прядильная, ткацкая и отделочная фабрики (в настоящее время прядильная и ткацкая объединены в одну прядильно-ткацкую фабрику).

### Строительство
БМК строили как единый производственный комплекс с Барнаульской ТЭЦ-1, которая обеспечивала меланжевый комбинат технологическим паром. Из-за просчётов планирования стройка комбината затянулась (строительство началось, когда ещё не был готов проект комбината, причём даже выехать на стройплощадку проектировщикам было недосуг), виновным определили директора Максима Гольдберга. В марте 1937 года его арестовало НКВД, в октябре он был расстрелян, реабилитирован в 1957 году (в память об этом на доме 26 по улице Сизова, где был арестован Гольдберг, в 2016 году установлена табличка «Последний адрес»). Постройка комбината сопровождалось возведением большого соцгородка для работников предприятия и первой городской ТЭЦ, в 1937 году построен ДК БМК.

### Советское время
В годы Великой Отечественной войны здесь выпускалась продукция для нужд фронта: ткани для военного обмундирования, бязь на бельё, искусственный мех на шапки-ушанки. В 1942 году в строй вступил единственный в стране цех по производству электроизоляционных трубок, а на механическом заводе комбината выпускали артиллерийские снаряды. Всего за годы войны было произведено 137 млн метров ткани, 5 млн метров стерлинг-шлангов, 40 млн метров парашютной лямки и тесьмы. Коллективу предприятия присуждалось переходящее Красное знамя ГКО.
К середине 1950-х годов мощности меланжевого комбината возросли в 2 раза и был освоен выпуск тканей для широкого потребления. В 1969 году комбинат выпустил 61,4 млн метров готовой ткани, а на три года ранее получил орден Трудового Красного Знамени. В 1970-1980-е годы предприятие совместно с отраслевыми НИИ вело разработку применения новых технологий на имеющемся оборудовании.

### Современная Россия
В 1990-е годы комбинат пережил кризис, объёмы производства упали. Устаревшее технологическое оборудование было заменено на новое высокопроизводительное, что дало возможность расширить и обновить ассортимент тканей. А в 1993 году перейти полностью на выпуск широких тканей. Вместе с тем комбинат был преобразован в акционерное общество.
В 2002 году на комбинате построена собственная газовая котельная, которая закрыла потребности комбината в технологическом паре, а также решила вопрос с отоплением и горячей водой как на комбинате, так и в близлежащих домах и социальных объектах.
В 2006 году на комбинате введена в эксплуатацию швейная фабрика, одна из крупнейших в азиатской части России. Фабрика была оснащена новейшим на тот момент оборудованием.
В 2008 году численность работающих на предприятии составляла около 1600 человек, однако к 2015 году сократилась до 1000 человек. Работники комбината неоднократно удостоены ордена Трудовой Славы III степени, медалей «За доблестный труд», «За трудовое отличие».
В 2015 году акции комбината купил Таймураз Боллоев, через БТК-холдинг, крупнейшего поставщика костюмов для Министерства Обороны РФ.
Новый собственник при покупке предполагал число сотрудников БМК увеличить с 1000 до 2000. В том числе на комбинат набирались швеи, технологи, ткачи, прядильщики, руководители среднего звена и работники других специальностей. Однако, уже в феврале 2016 года речь шла об увеличении численности до уровня 2008 года, 1600 человек.
В апреле 2017 директором комбината назначен Сергей Мусатов, ранее возглавлял крупный маслозавод «Юг Руси - Золотая семечка». Его предшественник, Олег Песиков, руководил предприятием последние 30 лет, пройдя с 1975 года путь от мастера до генерального директора.